# Apantesis subterminalis
Apantesis subterminalis là một loài bướm đêm thuộc phân họ Arctiinae, họ Erebidae.